# Rozporządzenie (Unia Europejska)
Rozporządzenie – w Unii Europejskiej stanowi akt prawny o najszerszym zasięgu; do wydawania rozporządzeń upoważnione są dwa organy: Rada Unii Europejskiej i Komisja Europejska.
Podstawą prawną mocy prawnej rozporządzeń jest art. 288 (dawny artykuł 249 TWE) Traktatu o funkcjonowaniu Unii Europejskiej. Zgodnie z art. 288 TFUE rozporządzenie ma zasięg ogólny, wiąże w całości i jest bezpośrednio stosowane we wszystkich Państwach Członkowskich.
Rozporządzenia mogą być skierowane do nieograniczonej liczby podmiotów, zarówno do rządów, jak i osób fizycznych.
Rozporządzenia mogą być wydawane wspólnie przez Parlament Europejski i Radę Unii Europejskiej zgodnie z tzw. zwykłą procedurą ustawodawczą, przez samą Radę UE lub Komisję Europejską.
Rozporządzenia wydawane przez Radę UE można podzielić na dwie grupy: podstawowe i wykonawcze, przy czym te drugie mają mniejsze znaczenie, nie mogą zmieniać rozporządzeń podstawowych (chyba że tak zostało zaznaczone), a także mogą orzekać tylko w sprawach drugorzędnych.
Wśród tych zaś, których źródłem jest Komisja Europejska, można wyróżnić trzy grupy:
- wydawane na podstawie dyspozycji traktatowych
- wydawane na mocy uprawnień udzielonych Komisji przez Radę UE
- wydawane dla realizacji właściwego funkcjonowania Unii Europejskiej i Europejskiej Wspólnoty Energii Atomowej.